# 168 aC
El 168 aC va ser un any del calendari romà prejulià. Durant la República i l'Imperi Romà es coneixia com l'Any del Consolat de Paulus i Cras o també any 586 Ab urbe condita o de la fundació de la ciutat). L'ús del nom «168 aC» per referir-se a aquest any es remunta a l'alta edat mitjana, quan el sistema Anno Domini va ser el mètode de numeració dels anys més comú a Europa.

## Esdeveniments

### Antic Egipte
- Ptolemeu VI Filomètor i Ptolemeu VIII Evergetes II envien una petició d'ajut a la Lliga Aquea contra Antíoc IV Epífanes o l'enviament de Licortes i Polibi com a assessors militars. Com que Antíoc és obligat pels romans a renunciar als seus projectes, els assessors no actuen.[2]
- Gai Popil·li Lenat va com a ambaixador davant el rei selèucida Antíoc IV Epífanes, quan el rei avança amb el seu exèrcit contra Alexandria. L'adverteix de no fer la guerra contra Egipte i li entrega una carta del senat en aquest sentit, que el rei promet prendre en consideració. Popil·li Lenat traça un cercle entorn del rei i el commina a no travessar-lo sense prendre una decisió. Aquest gest d'audàcia espanta el rei, que ha d'acceptar immediatament la imposició romana.[3]

### Il·líria
- Inici i final de la Tercera guerra il·líria. El pretor Luci Anici Gal que dirigia l'exèrcit romà, venç a Genci, rei del Regne d'Il·líria i aliat amb Perseu de Macedònia, i incorpora el territori als dominis de Roma.[4]

### Antiga Roma
- Aquest any són elegits cònsols Luci Emili Paulus i Gai Licini Cras.[5][6]
- Licini Cras rep la província de la Gàl·lia Cisalpina, però en lloc de prendre'n possessió se'n va a Macedònia.[7]
- Emili Paulus a la primavera, derrota els il·liris i arriba al Regne de Macedònia i el 22 de juny obté la victòria en la batalla de Pidna, que posa fi a la Tercera Guerra Macedònica. Perseu de Macedònia es rendeix, és fet presoner i portat davant Paulus que el tracta amb cortesia i amabilitat. Aquest mateix any, després de Pidna, el Regne de Macedònia passa a poder de Roma. Per aquesta victòria, Emili Paulus rep l'agnomen de Macedònic.[8]

## Necrològiques
- Cecili Estaci, comediògraf.[9]